# Jalageri, Badami
Jalageri là một làng thuộc tehsil Badami, huyện Bagalkot, bang Karnataka, Ấn Độ.